# Cantores Minores
Cantores Minores je deški pevski zbor katedrale v Helsinkih na finskem. Je najstarejši še delujoči finski deški pevski zbor. Njegov pokrovitelj je finski predsednik s partnerjem.

## Zgodovina
Zbor sta 1952 ustanovila Tarmo Nuotio in Ruth Ester Hillilä, izhajajoč iz protestantskih deških zborov. Kasneje so zbor vodili tudi tujci, na primer Avstrijec Peter Lacovich ter Nemca Heinz Hofmann in Christian Hauschild. 1990 je bil ustanovljen Glasbeni inštitut Cantores Minores, ki ga je prav tako vodil Christian Hauschild. Zaslužen je bil za razširitev repertoarja in promocijo zbora v svetu, predvsem zaradi daljših mednarodnih turnej. 
V zboru so fantje, stari od 4 do 25 let. 

## Repertoar
Zbor izvaja dela nesodobnih avtorjev. Dober povzetek je program iz 2004: Bachov Pasijon sv. Janeza, Pasijon sv. Mateja, Božični oratorij (kantate 1-3), Mozartov Rekviem in Brahmsov Nemški rekviem.
Manjše komorne zasedbe, ki izhajajo iz zbora (CM Vocal (SATB), CM Swing in Christmas CM-Star Boys' Singing (SATB and SA, TB)), imajo lahkotnejši program a capella, vključujeo pa lahko tudi popularno glasbo. CM-boys nastopajo tudi za zasebne priložnosti (poroke, pogrebi, konference ipd.).

## Dogodki
Od 1965 Cantores Minores na vsakih 5 let prirejajo Helsinški teden na plaži. Od 2002 prav tako na približno pet let v oktobru prirejajo Festival balstkih in nordijskih deških zborov (2002, 2008, 2013, 2018).

## Nagrade
Leta 1965 so Cantores Minores kot prvi finski zbor zmagali na BBC-jevem tekmovanju Let the People Sing, leta 1994 pa so se visoko uvrstili na BBC-jevem prvem tekmovanju stolničnih zborov v Amiensu v Franciji. Finski YLE jih je 2009-2010 izbral za mladinski zbor leta. Leta 2014 so prejeli finsko državno glasbeno nagrado. 

## Zborovodje
- 1952-1954 Ruth Ester Hillilä
- 1954-1958 Peter Lacovich
- 1959-1960 Harald Andersén
- 1960-1962 Peter Lacovich
- 1962-1987 Heinz Hofmann
- 1987-2004 Christian Hauschild
- 2005-    Hannu Norjanen

## Snemanja
- Cantores Minores (LP) (1971)
- Jouluyö, juhlayö (LP) (1972)
- Cantores Minores (LP) (1972)
- Joulukertomus (LP) (1986)
- Cantores Minores (LP) (1990)
- In Dulci Jubilo (1993)
- Kaunis ääni Suomesta (1995)
- Jauchzet! (1995)
- Mozart: Kronanjska maša (1996, posnetek v živo iz 1954)
- Suomelle (1997)
- Puer Natus in Betlehem (2000)
- Joululauluja - Christmas carols (Božične pesmi) (2007)
- Iiro Rantala: Jouluoratorio (2013)

## Turneje
Do 2014 je bil zbor na 57 mednarodnih koncertnih turnejah po svetu.
- 1957 Švedska
- 1964 Vzhodna Nemčija
- 1967 Vzhodna Nemčija
- 1968 Švedska, Danska, Zahodna Nemčija, Nizozemska
- 1969 Norveška
- 1970 Zahodna Nemčija, Francija, Združeno kraljestvo, Švica
- 1972 Vzhodna Nemčija, Švica, Šveska
- 1974 Švedska, Zahodna Nemčija, Madžarska, Avstrija
- 1976 Zahodna Nemčija, Belgija, Francija
- 1978 Vzhodna Nemčija
- 1980 Poljska, Zahodna Nemčija, Francija, Belgija
- 1981 Zahodna Nemčija, Švica
- 1982 Italija (zasebna avdienca pri papežu Janezu Pavlu II.)
- 1982 ZDA
- 1984 Švedska, Zahodna Nemčija
- 1985 Vzhodna Nemčija
- 1986 Zahodna Nemčija
- 1988 ZDA
- 1989 Zahodna Nemčija, Vzhodna Nemčija
- 1990 Švedska, Zahodna Nemčija
- 1991 Nemčija, Estonija
- 1992 Nemčija
- 1993 ZDA
- 1994 Belgija, Francija
- 1995 Japonska
- 1996 Švedska, Danska, Nemčija
- 1996 Belgija, Nemčija
- 1997 Japonska
- 1998 ZDA
- 1999 Rusija
- 2000 Nemčija, Švedska, Japonska
- 2001 Latvija, Madžarska
- 2002 Nemčija, Češka, Avstrija, Švica
- 2003 Rusija
- 2004 Nemčija, Norveška
- 2005 Švedska, Danska
- 2006 Švedska, ZDA, Kanada
- 2007 Rusija
- 2008 Indija, Nemčija
- 2009 Švedska, Nemčija
- 2010 Slovaška, Madžarska, Hrvaška, Slovenija (17. junija v Frančiškanski cerkvi v Ljubljani), Avstrija, Nemčija
- 2010 Nemčija
- 2011 Nemčija, Danska
- 2012 Italija, Vatikan (avdienca pri papežu Benediktu XVI.
- 2013 Norveška
- 2014 Švica, Nemčija